# 대한민국 민법 제753조
대한민국 민법 제753조는 불법행위에 대한 손해배상책임에 대한 민법 채권법 조문이다.

## 조문
제753조(미성년자의 책임능력) 미성년자가 타인에게 손해를 가한 경우에 그 행위의 책임을 변식할 지능이 없는 때에는 배상의 책임이 없다.

第753條(未成年者의 責任能力) 未成年者가 他人에게 損害를 加한 境遇에 그 行爲의 責任을 辨識할 智能이 없는 때에는 賠償의 責任이 없다.

Article 753 (Capacity for Responsibility for Minors) A minor committing a tort causing damages to others is not liable if the minor has no intelligence to know the responsibility entailing the act.

## 비교 조문
일본민법 제712조(책임능력) 미성년자는 타인에 손해를 가한 경우에 있어서, 자기의 행위의 책임을 분별하기에 족한 지능을 구비하지 아니한 때에는 그 행위에 있어서 손해의 책임을 지지 아니한다.

## 판례
- 불법행위로 인한 책임을 변식할 지능의 유무는 연령 교육기관의 학년도에 의하여 획일적으로 결정할 수 없고 각자의 지능 발육정도 환경 지위신분 평소 행동 등에 의하여 개별적으로 결정하여야 한다.[1]

### 변식능력 인정 판례
- 도로를 횡단하려할 때는 차량의 왕래를 잘 살펴서 안전함을 확인한 후 횡단함으로써 사고발생을 미연에 방지하여야 함은 나이가 만 9세 8개월의 국민학교 3년생으로서도 충분히 변식할 수 있다 할 것이다.[2]
- 14세 3개월이 된 사람은 특단의 사정이 없는 한 사회통념상으로 불법행위에 대한 책임을 변식할 지능이 있다.[3]
- 가해당시 연령이 각각 18년 7개월, 17년 7개월, 16년 10개월 및 중학교 2학년에 재학중인13년 3개월이 된다면 특단의 사정이 없는 한 불법행위의 책임을 변식할 능력이 있다고 볼 것이다.[4]

### 변식능력 불인정 판례
- 사고 당시 가해자가 14년 2개월 된 중학생이라고는 하나 사고당시가 야간에 레스링 놀이를 한 장소가 다치기 쉬운 콘크리트로 된 다리의 맨바닥이었으며 그러한 맨바닥 위에서 얼굴을 지면으로 향하여 엎드려 있는 피해자를 갑자기 아무런 예고없이 발로 밀어버렸다면 다른 사정이 책임을 변식할 수 있는 지능을 가진 사람의 행위라고 볼 수 없다.[5]
- 만13년 5개월된 성적이 우수한 중학생이 길이 70센티미터의 탄력이 강한 고무줄총을 원고 박명호의 뒤에서 겨누고는 “명호야”하고 불러 뒤를 돌아보는 순간 동인의 안면을 향하여 밤알만한 돌을 발사한 행위는 법률상 책임을 변식할 능력이 충분한 행위자의 행동이라고 도저히 볼 수 없다.[1]
- 13세 5개월 남짓한 나이어린 미성년자로서 상당히 위험한 고무줄 새총을 피해자에게 발사하여 실명하게 하는 사고를 일으켰다면 행위당시 자기행위의 책임을 변식할 수 있는 지능을 가진 사람이라고 보기 어렵다.[6]

## 참고 문헌
- 오현수, 일본민법, 진원사, 2014. ISBN 978-89-6346-345-2
- 오세경, 대법전, 법전출판사, 2014 ISBN 978-89-262-1027-7
- 이준현 , LOGOS 민법 조문판례집, 미래가치, 2015. ISBN 979-1-155-02086-9

## 같이 보기
- 미성년자